# Prisme triangulaire biaugmenté
Pour les articles homonymes, voir J50.
Le prisme triangulaire biaugmenté est un polyèdre faisant partie des solides de Johnson (J50). Comme le nom l'indique, il peut être construit en augmentant un prisme triangulaire en attachant des pyramides carrées (J1) à deux de ses faces équatorial.
Il est relié au prisme triangulaire augmenté (J49) et au prisme triangulaire triaugmenté (J51).
Les 92 solides de Johnson ont été nommés et décrits par Norman Johnson en 1966.